# Drienovec
Drienovec (bis 1948 slowakisch „Šomody“; ungarisch Somodi) ist ein Ort und eine Gemeinde im Okres Košice-okolie (Košický kraj) im Osten der Slowakei, mit 2486 Einwohnern (Stand 31. Dezember 2024).

## Geographie
Die Gemeinde liegt im westlichen Teil des Talkessels Košická kotlina (deutsch Kaschauer Kessel) unter den östlichen Ausläufern des Slowakischen Karstes, vier Kilometer von Moldava nad Bodvou entfernt.
Nachbargemeinden von Drienovec sind Debraď im Norden, Moldava nad Bodvou im Osten, Peder im Südosten, Žarnov im Südwesten sowie Turňa nad Bodvou im Westen.

## Geschichte
Der Gemeindechronik und einer Legende zufolge wurde der Ort zum ersten Mal 1241 erwähnt, als die geschlagene ungarische Armee nach der Schlacht bei Muhi vom Schlachtort zurückkehrte. 1255 wird ein Hügel namens Sumugy bei einem Verzeichnis der Grundgrenzen des Klosters Jasov erwähnt, 1345 dann schließlich das Dorf Sumugy, das dem König gehörte. In diesem Jahr wird über eine Mautstelle berichtet, die auf dem Weg zwischen Torna und Kaschau stand. 1710 starb fast das ganze Dorf an den Folgen einer verheerenden Pestepidemie aus. 1777 erhielt den Ort das neu gegründete Bistum Rosenau. 1851 wird ein großes magyarisches Dorf mit 1234 Einwohnern erwähnt.
Bis 1919 gehörte der Ort im Komitat Abaúj-Torna zum Königreich Ungarn und kam danach zur Tschechoslowakei. Auf Grund des Ersten Wiener Schiedsspruches lag er 1938–1945 noch einmal in Ungarn.
Der Name stammt aus dem ungarischen Wort som (deutsch Kornelkirsche, slowakisch drieň), der auch die Basis für den erst 1948 aus nationalpolitischen Gründen eingeführten slowakischen Namen Drienovec bildet. Beide Namensversionen bedeuten also so viel wie „Ort, an dem Kornelkirschen wachsen“.

## Bevölkerung
| Jahr:                | 1994. | 2004.   | 2014.    | 2024.    |
| -------------------- | ----- | ------- | -------- | -------- |
| Anzahl der Personen: | 1659  | 1803    | 2203     | 2486     |
| Unterschied:         |       | +8,67 % | +22,18 % | +12,84 % |

| Jahr:                | 2023. | 2024.   |
| -------------------- | ----- | ------- |
| Anzahl der Personen: | 2431  | 2486    |
| Unterschied:         |       | +2,26 % |

## Sehenswürdigkeiten

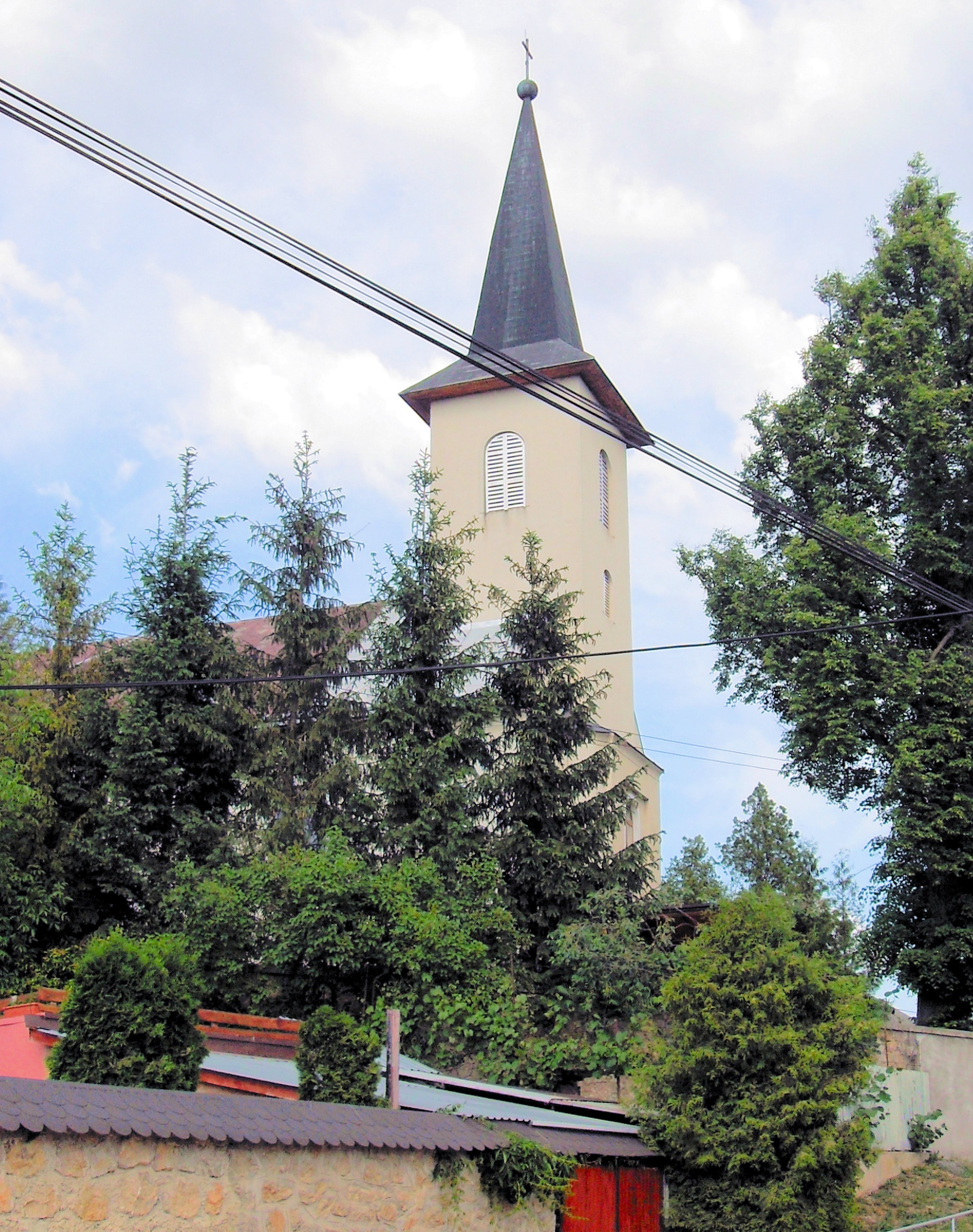
Römisch-katholische Kirche
St. Martin

- barock-klassizistische römisch-katholische Martinskirche aus dem Jahr 1780
- klassizistisches Landschloss aus dem Jahr 1780, das ursprünglich zum Bistum Rosenau gehörte
- Areal des Kurorts nördlich der Gemeinde, heute aber weitgehend ungenutzt
- die Höhle Drienovská jaskyňa, seit 1995 mit anderen Höhlen des Aggteleker und Slowakischen Karstes Teil des UNESCO-Welterbes